# Fusha Sportive Adriatik
Fusha Sportive Adriatik – stadion piłkarski w Velipojë, w Albanii. Obiekt może pomieścić 1000 widzów. Swoje spotkania rozgrywają na nim piłkarze klubu Ada Velipojë. W przeszłości na stadionie występowały także piłkarki żeńskiej sekcji klubu Ada Velipojë (rozwiązanej w 2013 roku), trzykrotne mistrzynie Albanii (2011, 2012, 2013).